# Sança Garcés
Sança Garcés (ss. IX-X) va ser una noble pamplonesa, comtessa consort d'Aragó.
Va ser filla del magnat pamplonès Garcia Ximenes i de la seva primera muller, Ònnega Rebelle de Sangüesa. Es va casar en primeres núpcies amb Ènnec, fill del monarca Fortuny Garcés (882-905); d'aquest matrimoni en van néixer Fortuny, Òria i Lloba. En segones núpcies es va casar amb Galí II Asnar, darrer comte privatiu d'Aragó. Del segon matrimoni en van néixer Andregot, casada el rei Garcia Sanxes I de Pamplona, donant-se un fort cas d'endogàmia, atès que Sança era germanastra del pare del monarca, Sanç Garcés I; la segona filla, Belasquita, es va casar amb un noble local, Íñigo López de Estigi y Celigueta, la descendència de la qual se'n té constància fins a 991, en un document del monestir de Leire, on s'esmenta a la seva neta, Sança de Celigueta.